# Космос-402
Космос-402 — советский спутник морской космической разведки и целеуказания серии УС-А. Аппарат был запущен 1 апреля 1971 года с космодрома Байконур ракетой-носителем Циклон-2. Космос-402 является первым активным спутником серии УС-А, также он был первым успешно отработавшим спутником, оснащённым ядерной электрической установкой БЭС-5 («Бук») и активным широкозахватным бортовым радиолокационным комплексом «Чайка»

## История
Первый полёт серии УС-А Космос-102 был испытательным. На его борту присутствовал только массогабаритный макет БЭС-5 без активного вещества. Первый аппарат с активным реактором Космос-367 прекратил работу на 110 минуте после расплавления активной зоны реактора и перевода спутника на орбиту захоронения. Первым успешным аппаратом стал Космос-402.
Запуск аппарата «Космос-402» с активным сегментом системы морской космической разведки и целеуказания (МКРЦ) считается началом эпохи космической радиолокации наземных и надводных объектов. До этого аппарата из космоса велась обзорная радиотехническая разведка, например Целина-О, но исключительно пассивного типа для наблюдения источников радиоизлучения.

## Основная задача
Спутник, как и другие спутники этой серии, входил в состав системы морской космической разведки и целеуказания МКРЦ «Легенда». Основная задача спутника - пеленговать и отслеживать объекты в мировом океане, а также передавать информацию о них в наземные пункты для изучения тактической обстановки.

## Конструкция
Корпус космического аппарата имеет цилиндрическую форму около 1,3 метра диаметром и 10 метров длиной. В одном конце располагался реактор, в другом — радар. После завершения работы реактор был выведен на орбиту захоронения, а оставшаяся часть спутника сгорела при падении в атмосфере. На данный момент большая полуось реактора на орбите захоронения составляет 7366 км, где он должен ещё безопасно пробыть 300—600 лет. Электрическая мощность БЭС-5 составляла 3 кВт при тепловой в 100 кВт, максимальный ресурс работы БЭС-5 — 124 суток. В качестве топлива использовался уран, в качестве теплоносителя — натрий-калиевый расплав. Масса всей установки — около 900 кг.
Основная задача ядерной электрической установки - питание радиолокационного комплекса «Чайка», в который входят мощный радиолокатор бокового обзора и бортовой компьютер. Импульсный радиолокатор представлял собой две складные волноводно-щелевые антенны длинной 10 на 0.7 метра, работающие в полосе частот около 8 ГГц, магнетронный передатчик и приёмник с СВЧ-усилителем.
Спутник также был оснащён двигателем KPL для корректировки и перевода на орбиту захоронения и двигателями стабилизации.

## Результаты
Аппарат обладал грубым пространственным разрешением около 2 км, но широкой полосой охвата до 500 км. Аппарат не обладал достаточными характеристиками, чтобы проводить подробное и детальное зондирование Земли, но мог обнаруживать большие корабли на обширной территории при любых погодных условиях и при любом времени суток.
На основе данных с аппарата были обнаружены различные эффекты, устранение которых позволило значительно расширить возможность радиолокационного зондирования Земли, например:
- В случае использования мощной магнитной системы в магнетроне из-за взаимодействия с магнитным полем Земли возникает вращение спутника.
- Использование X-диапазона неэффективно из-за отражения радиоволн от атмосферных осадков.
- Выявлено, что энергопотребление и тепловыделение систем ниже расчётного, из-за чего аппарат замерзал.
- Выявлен ряд опасностей пребывания ядерных установок в космосе.